# Bassa (Bantusprache)
Bassa (auch Basa, Basaa, Bicek, Bikyek, Bisaa, Mbele, Mee, Mvele, Nord-Mbene und Tupen) ist die Sprache des Bassa-Volkes in Kamerun.
Sie gehört zu den Bantusprachen und wird von ca. 230.000 Menschen in der Provinz Littoral in den Départements Nkam und Sanaga-Maritime und in der Region Centre im Département Nyong-et-Kéllé gesprochen, hauptsächlich im Gebiet um die Stadt Edéa, zwischen Douala und Yaoundé und teilweise als Minderheitensprache in diesen beiden Städten.

## Klassifikation
Bassa ist eine Nordwest-Bantusprache und gehört zur Basaa-Gruppe, die als Guthrie-Zone A40 klassifiziert wird.
Sie hat die Dialekte Bakem, Bon, Bibeng, Diboum, Log, Mpo, Mbang, Ndokama, Basso, Ndokbele, Ndokpenda und Nyamtam.

## Konsonanten
|               | Bilabiale | Koronale | Palatale | Velare | Labiovelare |
| ------------- | --------- | -------- | -------- | ------ | ----------- |
| Plosive       | p         | t        | c, ɟ     | k      | kʷ, gʷ      |
| Implosive     | ɓ         |          |          |        |             |
| Frikative     |           | s        |          | x      |             |
| Nasale        | m         | n        | ɲ        | ŋ      | ŋʷ          |
| Pränasale     | mb        | nd       | ɲɟ       | ŋg     |             |
| Laterale      |           | l        |          |        |             |
| Approximanten |           |          | j        |        | w           |

## Zahlen
| 1 | do       | 7  | h'mle-so       |
| 2 | so       | 8  | h'mle-ta       |
| 3 | ta       | 9  | h'mle-hinjo    |
| 4 | hinye    | 10 | bla-bue        |
| 5 | h'm      | 11 | bla-bue-sei-do |
| 6 | h'mle-do | 12 | bla-bue-sei-so |